# Барцин-Весь
Барцин-Весь (пол. Barcin-Wieś, нім. Bartelsdorf) — село в Польщі, у гміні Барцин Жнінського повіту Куявсько-Поморського воєводства.
Населення — 658 осіб (2011).
У 1975-1998 роках село належало до Бидгощського воєводства.

## Демографія
Демографічна структура станом на 31 березня 2011 року:
|          | Загалом | Допрацездатний вік | Працездатний вік | Постпрацездатний вік |
| -------- | ------- | ------------------ | ---------------- | -------------------- |
| Чоловіки | 331     | 81                 | 231              | 19                   |
| Жінки    | 327     | 71                 | 211              | 45                   |
| Разом    | 658     | 152                | 442              | 64                   |